# Schizobasis intricata
Schizobasis intricata ist eine Pflanzenart der Gattung Schizobasis in der Familie der Spargelgewächse (Asparagaceae). Das Artepitheton intricata stammt aus dem Lateinischen, bedeutet ‚verwickelt‘ und verweist auf den Blütenstand.

## Beschreibung
Schizobasis intricata wächst mit kugelförmigen Zwiebeln mit weißen oder rosafarbenen Zwiebelschuppen. Junge Laubblätter sind fadenförmig.
Die ein bis drei, aufrechten Blütenstände erreichen eine Länge von bis zu 50 Zentimeter. Sie sind an den Knoten zickzackweise gebogen. Die 2 bis 3 Millimeter langen Brakteen sind gespornt. Die Blüten stehen an 0,7 bis 5 Zentimeter langen, bogig aufsteigenden Blütenstielen. Die ausgebreiteten Perigonblätter sind weiß bis blassgelb und bis zu 4 Millimeter lang. Die Staubblätter sind mit der Basis der Perigonblätter verwachsen. Sie sind etwas kürzer als die Perigonblätter.

## Systematik und Verbreitung
Schizobasis intricata ist in Äthiopien, Simbabwe, Sambia, Mosambik, Angola, Tansania, Namibia und Südafrika in wasserdurchlässigen Felsritzen  bis in Höhenlagen von 1500 Metern verbreitet.
Die Erstbeschreibung als Anthericum intricatum durch John Gilbert Baker wurde 1872 veröffentlicht. Zwei Jahre später stellte er die Art in die Gattung Schizobasis.
Synonyme sind Drimia intricata (Baker) J.C.Manning & Goldblatt (2000) sowie Schizobasis macowanii Baker (1873) und Schizobasis dinteri K.Krause (1912).

## Nachweise